# 엔리케 페레스 디아스
엔리케 페레스 디아스(스페인어: Enrique Pérez Díaz; 1938년 12월 28일, 칸타브리아 주 토렐라베가 ~ 2021년 2월 10일, 마드리드 주 마드리드)는 파친(스페인어: Pachín)으로 알려진 스페인의 전 축구 선수로, 현역 시절 수비수로 활약했다.

## 클럽 경력
파친은 칸타브리아 지방 토렐라베가 출신으로, 1959년에 세군다 디비시온의 오사수나에서 레알 마드리드로 이적하였다. 그는 1960년 9월 11일, 0-1로 패한 아틀레티코 마드리드와의 원정 경기에서 라 리가 신고식을 치렀고, 그 시즌과 이어지는 4시즌 동안 주전 수비수였다.
파친은 1968년 5월까지 218번의 공식 경기 출전, 2골을 기록하고 머랭 구단을 떠났다. 그는 마드리드 소속으로 11번의 주요 대회 우승을 거두었는데, 이 중 7번의 라 리가 우승이었고, 그 외에 2번은 1959–60 시즌과 1965–66 시즌 정상에 오른 유러피언컵으로, 후자의 대회에서는 도합 8경기에 출전하였고, 그에 따라 32번의 유럽대항전 경기에 출전하였다.
30세가 거의 되어서 파친은 1968–69 시즌에 2부 리그의 베티스에서 활약하였다. 그는 1971년에 아마추어 구단인 톨루카에서 활동하다가 은퇴하였고, 이후 16년 동안 감독일을 했지만, 그가 맡은 구단들 중 가장 높은 리그에 있던 구단은 세군다 디비시온에 있던 구단으로, 감독으로서 거둔 가장 큰 성과는 이 업적을 이루기까지 6경기밖에 감독을 맡지 못했지만 에르쿨레스를 1983-84 시즌에 1부 리그로 승격 시킨 것이었다.

## 국가대표팀 경력
파친은 3년 동안 스페인 국가대표팀 경기에 8번 출전하였다. 그의 첫 국가대표팀 경기는 3-0으로 이긴 잉글랜드와의 1960년 5월 15일 친선경기로, 그는 1962년 FIFA 월드컵에 참가한 스페인 선수단의 최종 명단에 이름을 올려 멕시코전과 브라질전에 출전하였으나, 조별 리그를 넘지 못했다.